# Auch (альбом)
auch (с нем. — «также») — двенадцатый студийный альбом немецкой панк-рок группы Die Ärzte, вышедший 13 апреля 2012. Альбом достиг первого места в немецком музыкальном чарте, оставаясь в сотне лучших в общей сложности 34 недели.

## Об альбоме
В январе 2012 года, после года непрерывного молчания, группа сообщила на официальном сайте, что новый альбом будет называться «auch» и выйдет 13 апреля. 3 февраля была обнародована обложка альбома. Первой весточкой стал сингл ZeiDverschwÄndung, вышедший 2 марта 2012 и представленный 21 марта на шоу Гаральда Шмидта.
В течение месяца на канале YouTube bademeisterTV периодически стали появляться различные материалы, которые так или иначе имели отношение к грядущему альбому. 3 апреля туда просочился клип на песню «Sohn der Leere», который вскоре был удален. За три дня до релиза на том же канале были опубликованы все песни с альбома. Альбом содержит 16 песен, а также 32 видеоклипа, по два на каждую композицию — один мультипликационный и один «Performance», где группа играет песню «в живую» в разных помещениях и при разных декорациях.
На альбоме группа затронула множество актуальных на момент сочинения тем как в личном, так и в глобальном плане, варьируя от серьёзного и лиричного к весёлому и наивному. Продюсером альбома впервые с 1987 года не стал Уве Хоффманн, покинувший группу в 2007 году. На этот раз продюсcированием занялась команда TeamTonic (Mirko Schaffer, Oliver Zülch и Philipp Hoppen).

## Обложка и издание
При подготовке релиза альбома у Die Ärzte сменился графический дизайнер, столь важный элемент в творчестве коллектива: на место Томаса «Шварвеля», работавшего с группой с момента воссоединения в 1993 году, пришёл Феликс Шлюттер, создатель и владелец дизайн-бюро Typeholics из Гамбурга. Оформление релиза, в свойственной для группы манере, было полностью выдержано в стиле настольной игры. CD и LP издания включают в себя раскладной буклет в виде игрового поля, три кронепробки с инициалами музыкантов группы (используются как фишки), и компакт-диск, исполненный в стиле Колеса Фортуны.

## Список композиций
1. Ist das noch Punkrock? (Farin Urlaub) — 02:48
2. Bettmagnet (Bela B.) — 03:08
3. Sohn der Leere (Rodrigo González) — 03:42
4. TCR (Farin Urlaub) — 03:44
5. Das darfst du (Bela B.) — 03:19
6. Tamagotchi (Rodrigo González/Bela B., Farin Urlaub) — 03:05
7. M&F (Farin Urlaub) — 04:15
8. Freundschaft ist Kunst (Bela B.) — 03:20
9. Angekumpelt (Rodrigo González/Rodrigo González, Farin Urlaub) — 02:32
10. Waldspaziergang mit Folgen (Farin Urlaub) — 03:25
11. Fiasko (Farin Urlaub) — 02:43
12. Miststück (Bela B.) — 03:38
13. Das finde ich gut (Rodrigo González) — 02:29
14. Cpt. Metal (Farin Urlaub) — 04:37
15. Die Hard (Rodrigo González) — 02:19
16. zeiDverschwÄndung (Bela B.) — 2:55

#### Сингл — «zeiDverschwÄndung»
1. zeiDverschwÄndung (Bela B.)
2. Mutig (Farin Urlaub)
3. Quadrophenia (Rodrigo González)
4. Will dich zurück (Bela B.)
5. zeiDverschwÄndung (Video)

#### Сингл — «M&F»
1. M&F (Farin Urlaub)
2. Endstück des Eros (Bela B.)
3. Generation Ä (Farin Urlaub)
4. M&F (Video)

#### Сингл — «Ist das noch Punkrock?»
1. Ist das noch Punkrock? (Farin Urlaub)
2. Hymne Wider Willen (Julia Laterne)
3. Laternencharge (Jack Laterne)
4. Laternen-Joe (Jealousy Laterne)
5. Voice of Joe (Jealousy Laterne)
6. Ist das noch Punkrock? (Video)

#### Сингл — «Waldspaziergang mit Folgen / Sohn der Leere»
1. Waldspaziergang mit Folgen (Farin Urlaub)
2. Sohn der Leere (Rodrigo González)
3. Waldspaziergang mit Gott (M: Farin Urlaub; T: Bela B.)
4. Lohn der Lehre (M: Rodrigo González; T: Bela B.)
5. Waldspaziergang mit Folgen (Video)
6. Sohn der Leere (Video)